# Медаль святого рівноапостольного князя Володимира
Медаль святого рівноапостольного князя Володимира — це медаль Української Православної Церкви (Московського Патріархату).

## Кавалери
- Ластовський Валерій Васильович (2006)
- Лукашевич Михайло Георгійович (2007)

### Сайти
- Нагороди та титули Української Православної Церкви 2009